# Tối đa hóa lợi nhuận
Tối đa hóa lợi nhuận là hành vi của một hãng (người sản xuất) điển hình kinh tế.

## Giả thiết
- Quy trình sản xuất của hãng chỉ sử dụng hai yếu tố sản xuất là lao động và vốn.
- Để có vốn, hãng phải đi vay và phải trả lãi suất.
- Để có lao động, hãng phải đi thuê lao động và trả tiền công.
- Lợi nhuận của hãng bằng chênh lệch giữa doanh thu và chi phí sản xuất.

## Ký hiệu
- Π là lợi nhuận,
- p là giá bán hàng,
- F(L,K) là sản lượng biểu diễn dưới dạng một hàm sản xuất,
- w là tiền công trả cho một đơn vị lao động,
- L là số lượng đơn vị lao động,
- r là lãi suất phải trả vì đi vay tính trên một đơn vị vốn,
- K là số đơn vị vốn.

## Bài toán tối đa hóa lợi nhuận
- Ta có, doanh thu bằng giá bán sản phẩm nhân với sản lượng.
- Lại có, chi phí sản xuất bao gồm chi phí thuê mướn nhân công và chi phí thuê vốn (giả định là hãng đi vay để đầu tư mua máy móc và nguyên vật liệu). Chi phí thuê mướn nhân công lại bằng tiền công nhân với số lượng lao động. Còn chi phí thuê vốn bằng lãi suất nhân với số tiền đi vay.

Từ đó, công thức tính lợi nhuận là:
Π=p×F(L,K)-(wL+rK)
Trong vế phải của công thức trên, nhóm số bị trừ chính là doanh thu, còn nhóm số trừ chính là tổng chi phí.
Tối đa hóa lợi nhuận chính là giải bài toán tính vi phân cả hai vế của công thức nói trên lần lượn theo L và K, đồng thời cho đạo hàm của Π theo L và K bằng 0.

## Kết quả
Kết quả giải bài toán nói trên là doanh thu biên bằng chi phí biên bằng giá bán.